# Общество Красного Креста Китая
Общество Красного Креста Китая — некоммерческая организация, благотворительная организация основанная в 1904 году. Является участником международного Движения Красного Креста и Красного Полумесяца.

## Национальный контекст
За прошедшие 20 лет, Китай провёл экономическую и социальную реформу. Правительство, связанное обещанием уничтожить бедность, за несколько лет успешного экономического развития быстро снизили число людей, живущих ниже черты бедности.
Однако, хотя уровень жизни повысился для миллионов людей, имелись значительные различия между более развитыми прибрежными областями и остальной частью страны. Дифференциация обострилась вследствие усиленного экономического развития. Помимо этого, Китай подвержен многим типам стихийных бедствий: землетрясения, наводнения, тайфуны, засуха и бураны.

## Миссия
Миссия Общества Красного Креста Китая (ОККК) отражена в законе об Обществе Красного Креста Китая, который был распространён по всей стране членами молодёжных организаций КK, через средства массовой информации и плакаты. ОККК имеет хорошие рабочие отношения с правительством, обеспечивая поддержку государству в областях по оказанию помощи при ЧС и в области охраны здоровья. Быстрое развитие Национального Общества имело место после начала реформ и открытия Китая внешнему миру в конце 1970-х. Президент Государства, Цзян Цзэминь, стал первым главой государства, почётным президентом Национального Общества. Это событие служит доказательством особого внимания и поддержки, оказываемой Обществу правительством, и оказывает глубокое воздействие на деятельность Красного Креста в Китае.

## Юридическая база
ОККК было основано в 1904 году. Оно было признано Международным Комитетом Красного Креста в 1912 году, и стало одним из первых членов Международной Федерации в 1919 году. Седьмой съезд, состоявшийся в октябре 1999 года, одобрил новую Конституцию Национального Общества.

## Членство
ОККК имеет обширную общенациональную сеть из 70 000 первичных организаций, 2 562 окружных и районных, 347 отделений префектур и городских отделений и 31 провинциальное отделение. Красный Крест Гонконга и Макао стали отделениями ОККК в июле 1997 года и декабре 1999 года соответственно. В течение последних 15 лет число членов превысило 19 миллионов. Общее количество членов Молодёжного Красного Креста 9 миллионов, и, согласно отчёту 1995 года, 49 % членов — женщины.

## Руководство
Национальный съезд, который созывается каждые пять лет, является самым высоким органом ОККК. Между Съездами самый высокий орган — совет директоров. ОККК имеет одного президента и вице-президентов с полным рабочим днём; остальные вице-президенты являются почетными. Согласно данным 1995 года, 36 из 85 позиций управленцев занято женщинами и из 106 членов совета директоров, 24 — женщины.

## Кадровые ресурсы
В ОККК работает 4 000 человек на различных уровнях. Их зарплата финансируется правительством. В главном офисе занято 60 человек штатных сотрудников, остальные сотрудники заняты на уровне провинций и на уровне филиалов.

## Финансовые ресурсы
В 2001 году затраты ОККК составляли 14 миллионов Швейцарских франков (CHF). Финансирование заработной платы сотрудникам и расходы по общему управлению осуществляется правительством. Провинциальные и местные отделения отвечают за финансирование своих программ и реализуют местные мероприятия по сбору пожертвований. Фонды помощи в чрезвычайных ситуациях формируются преимущественно за счёт широких слоев населения путём проведения местных или национальных кампаний. В 1996 году в Пекине был учреждён Фонд Китайского Красного Креста, для того, чтобы проводить сбор средств для уставной деятельности ОККК.

## Материальные ресурсы
Хотя ОККК имеет множество станций скорой помощи, медицинских клиник, больниц, центров подготовки к чрезвычайным ситуациям, учебных центров, а также другие средства. Однако отдалённые области страны испытывают недостаток материальных ресурсов.

## Организация и планирование
ОККК работает согласно своему пятилетнему плану. План 1999—2004 был одобрен седьмым национальным съездом в 1999 году и сфокусировался на трёх ключевых для ОККК задачах: институциональное развитие, гуманитарная помощь и распространение информации о деятельности Красного Креста.
Главные элементы в плане работы ОККК: продолжать долгосрочные кампании по распространению и внедрению в жизнь Закона о Красном Кресте, принципов и идеалов Красного Креста, усиление ОККК на всех уровнях в национальном масштабе, для более эффективного выполнения мандат ОККК в новом тысячелетии; усиление общего потенциала ОККК как организации оказывающей услуги через усовершенствование методов управления и обучения; развитие его гуманитарного и социального обслуживания и дальнейшее расширение возможностей Движения; учиться на опыте других Национальных Обществ; адаптировать его к своим потребностям и развивать Красный Крест с китайскими характеристиками. Общество находится в процессе становления новой финансовой системы и системы управления в отделениях, а также работает над улучшением общей системы связи и системы обмена информацией между штаб-квартирой и отделениями.

## Партнёрство
Подготовка и ответ на чрезвычайные ситуации всегда осуществляется в тесном сотрудничестве с местными властями. ОККК участвует в деятельности Международной Федерации и регулярно выделяет сотрудников для выполнения различных задач Движения. Гонконгский филиал ОККК — является важным донором, главным образом для программ ликвидации чрезвычайных ситуаций в Китае, но также финансирует региональные инициативы в Юго-Восточной и Восточной Азии.
Общество получает помощь от следующих братских Национальных Обществ: Австралийского Красного Креста (здравоохранение); Швейцарского, Норвежского (Здравоохранение в Тибете); и Канадского Красного Креста (подготовка к чрезвычайным ситуациям).

## Направления деятельности

### Подготовка к чрезвычайным ситуациям и оказание помощи при ЧС
За последние годы десятки тысяч сотрудников и добровольцев помогли жертвам наводнений, ураганов, тайфунов, буранов и землетрясений, оказывая медицинскую помощь, организовывая операции спасения и предоставляя предметы первой необходимости и продовольствие. В 1998 году ОККК быстро и эффективно реагировал на многие стихийные бедствия, включая самые сильные за многие годы наводнения. Укрепление потенциала реагирования на чрезвычайные ситуации на провинциальном уровне являлось приоритетным направлением на протяжении последнего десятилетия. Во многих провинциальных центрах и других городах были основаны центры подготовки к катастрофам. В июне 1997 года в духе улучшения реагирования на чрезвычайные ситуации, а также их мониторинга и координации состоялась встреча за круглым столом с участием Национальных обществ, Международной федерации и ОККК.

### Здравоохранение
ОККК и его провинциальные отделения обеспечивают разнообразие услуг на всех уровнях системы охраны здоровья, приспосабливая услуги к местным потребностям. Большая сеть станций скорой помощи была установлена по основным шоссейным дорогам. ОККК также оказывает высоко специализированные услуги, например, психиатрическая помощь, в некоторых районах и содержит несколько современных больниц, оборудованных самой последней диагностической и терапевтической техникой. Традиционная медицина полностью интегрирована во все уровни услуг здравоохранения ОККК, включая станции скорой помощи и больницы. Недавно в окрестностях Пекина был открыт исследовательский и учебный центр традиционной китайской медицины (тай-цзи, цигун, акупунктура и фитотерапия). Общество также реализует образовательную программу в области ВИЧ/СПИД, подобную программе других Национальных Обществ в Азии, которая началась в провинции Юньнань (Yunnan) (поддержана Австралийским Красным Крестом). Эта программа расширилась на автономные районы Гуанси (Guangxi) и Синьцзян (Xinjiang), программа поддержана Азиатской Региональной Комиссией.

### Первая помощь
Штаб-квартира ОККК и его провинциальные и местные отделения обеспечивают в сотрудничестве с органами здравоохранения и в некоторых случаях с вооружёнными силами, в обучении первой помощи по всей стране, которое нацелено на промышленные предприятия, туристические учреждения, и автомобилистов, сотни тысяч которых были обучены в оказании первой помощи. Высоко специализированные курсы первой помощи были разработаны для специальных профессиональных групп. В 1998 году в ОККК был введён общенациональный телефонный номер вызова в чрезвычайных ситуациях, 999, отмечая первый шаг к созданию широко распространённой системы реагирования на чрезвычайные ситуации, чтобы обеспечить услуги скорой помощи и оказание первой помощи.

### Служба крови
Пополнение рядов доноров проводится по всей стране. ОККК помогает правительственным терапевтическим отделениям в организации банков крови и системы сдачи крови в соответствии с международными стандартами.

### Социальное благосостояние
По всей стране, в соответствии со специфическими потребностями сообщества, проводятся различные социальные программы улучшения благосостояния: уход за детьми, поддержка семей, уход в семье.

### Информационное и региональное сотрудничество
ОККК также имеет специальную программу, способствующую обмену (информацией, молодёжью и т. д.) через Тайваньский Пролив. ОККК — активный участник региональных симпозиумов, семинаров с другими Национальными Обществами. ОККК имеет свой Интернет-сайт и сайт Красного Креста Гонконга.